# جک وترس
جک وترس (انگلیسی: Jack Wouterse؛ زادهٔ ۱۷ ژوئن ۱۹۵۷) بازیگر سینما و بازیگر تلویزیون اهل پادشاهی هلند است.
از فیلم‌ها یا برنامه‌های تلویزیونی که وی در آن نقش داشته‌است می‌توان به بازار آزاد، رد باد اشاره کرد.